# バルキ
バルキ（イタリア語: Barchi）は、イタリア共和国マルケ州ペーザロ・エ・ウルビーノ県テッレ・ロヴェレスケにある。
かつては独立した基礎自治体（コムーネ）であったが、2017年1月1日にオルチャーノ・ディ・ペーザロ、ピアッジェ、サン・ジョルジョ・ディ・ペーザロと合併して新自治体の一部となった。

## 地理

### 位置・広がり

#### 隣接コムーネ
コムーネとしてのバルキは、以下のコムーネと隣接していた。
- フラッテ・ローザ
- モンダーヴィオ
- オルチャーノ・ディ・ペーザロ
- サンティッポーリト